# يوزو كوشيرو
يوزو كوشيرو (古代祐三 كوشيرو يوزو) مواليد 12 ديسمبر 1967، هو ملحن ياباني يعمل بشكل أساسي على موسيقى ألعاب الفيديو، بدأ مسيرته الفنية عام 1986. وهو أيضا منتج أسطوانات ومبرمج صوتي.

## أعماله في الأنمي

### مسلسلات أنمي تلفزيونية
- جيبيئيت

## أعماله في ألعاب الفيديو
- ثأر شينوبي (لعبة سيجا 1989)
- ستريتس أوف ريج
- القنفذ سونيك (8بت)
- ستريتس أوف ريج 2
- ستريتس أوف ريج 3
- ستريتس أوف ريج 4
- بيوند أوسيس (لعبة فيديو)
- شينمو
- سوبر سماش برذرز براول
- إيس I
- إيس II
- سلسلة العاب إتريان أوديسي
- سفنث دراغون
- كاسلفينيا: بورتينت أوف روين (بالتعاون مع ميشيرو ياماني)
- كيد إيكاروس: أبرايسنغ
- ذا سكيم
- أكتريزر

## وصلات خارجية
- يوزو كوشيرو على موقع IMDb (الإنجليزية)
- يوزو كوشيرو على موقع ميوزك برينز (الإنجليزية)
- يوزو كوشيرو على موقع أول ميوزيك (الإنجليزية)
- يوزو كوشيرو على موقع ديسكوغز (الإنجليزية)
- يوزو كوشيرو على موقع قاعدة بيانات الفيلم (الإنجليزية)

- الموقع الإلكتروني